# Control (Album)
Control ist das dritte Studioalbum der amerikanischen Sängerin Janet Jackson. Veröffentlicht wurde es am 4. Februar 1986 von der Plattenfirma A&M Records. Der Klang des Albums und die Musik wird durch unkonventionelle Mischungen von R&B, Funk, Disco, Hip-Hop und Synthesizer-Perkussionsinstrumente bestimmt. Jacksons Texte drehen sich überwiegend um die veränderten Umstände in ihrem Leben und behandeln überwiegend autobiografische Themen.
Control erwies sich sowohl in kommerzieller als auch in künstlerischer Hinsicht als Erfolg. Das Album erreichte Platz 1 der amerikanischen Charts, insgesamt fünf Singles waren in den Top Five vertreten und auch weltweit erfolgreich. Von den meisten Kritikern wurde Control überschwänglich gelobt, führende Medien analysierten das Album vor allem inhaltlich detailliert. Für viele Kritiker revolutionierte Jackson mit diesem Album die zeitgenössische Musik und etablierte sich im R&B-Bereich als Superstar.
Das Album wurde mit zahlreichen Ehrungen überhäuft, unter anderem war es für 1987 für einen Grammy in der Hauptkategorie „Bestes Album“ nominiert. Die Rock and Roll Hall of Fame bezeichnete es als einen der besten 200 Alben aller Zeiten.

## Geschichte
Joseph Jackson, Patriarch der Familie Jackson, war bekannt als Manager der Band The Jackson Five. Später arrangierte er für Janet Jackson einen Plattenvertrag beim Label A&M Records, die ersten beiden Alben, die von den Gebrüdern Marlon und Michael Jackson, sowie auch Jesse Johnson betreut wurden floppten. Nach den Niederschlägen feuerte Jackson ihren Vater als Manager und stellte dafür John McClain, einem Mitarbeiter von A&M Records ein. Durch seinen Kontakt vertraute sie sich (gegen willen ihrer Eltern) dem Duo Jimmy Jam und Terry Lewis an, die schon mit Größen wie Prince und The Human League zusammengearbeitet hatten. Mittels dieser Kooperation feierte Jackson damals im Alter von 20 Jahren ihren langersehnten großen Durchbruch.
Musikalisch variiert das Album Control die Richtungen Rhythm and Blues, Funk, Disco und Rap, zudem entstammen die Drums einem Synthesizer, was sich auch im Contemporary R&B in den 1980ern wiederfindet.
Nach der Veröffentlichung löste das Album in den US-Alben-Charts Whitney Houstons selbstbetiteltes Album ab und wurde seinerseits durch Patti LaBelles Album Winner in You ersetzt.
Im Jahre 2016 erhielt die CD einen Eintrag in die Ruhmeshalle der besten Alben aller Zeiten, kompiliert durch PULS vom Bayerischen Rundfunk.

## Titelliste
1. Control
2. Nasty
3. What Have You Done for Me Lately
4. You Can be Mine
5. The Pleasure Principle
6. When I Think of You
7. He Doesn’t Know I’m Alive
8. Let’s Wait Awhile
9. Funny How Time Flies (When You’re Having Fun)

## Mitwirkende
- Melanie Andrews – Hintergrundgesang
- Troy Anthony – Saxophon
- Jerome Benton – Hintergrundgesang
- Spencer Bernard – Synthesizer, Gitarre
- Geoff Bouchieiz – Gitarre
- Mark Cardenas – Synthesizer
- Roger Dumas – Schlagzeug, Programmierung
- Janet Jackson – Keyboard, Hintergrundgesang, Glocken
- Jimmy Jam – Synthesizer, Percussion, Klavier, Schlagzeug, Hintergrundgesang
- Jellybean Johnson – Gitarre, Hintergrundgesang
- Lisa Keith – Hintergrundgesang
- Terry Lewis – Percussion, Hintergrundgesang
- John McClain – Produzent
- Monte Moir – Synthesizer, Gitarre, Schlagzeug
- Nicholas Raths – Akustikgitarre
- Gwendolyn Traylor – Hintergrundgesang
- Hami Wave – Hintergrundgesang

## Kommerzieller Erfolg

### Chartplatzierungen

#### Album
| ChartsChartplatzierungen       | Höchstplatzierung | Wochen |
| ------------------------------ | ----------------- | ------ |
| Deutschland (GfK)              | 36 (11 Wo.)       | 11     |
| Schweiz (IFPI)                 | 28 (5 Wo.)        | 5      |
| Vereinigte Staaten (Billboard) | 1 (106 Wo.)       | 106    |
| Vereinigtes Königreich (OCC)   | 8 (72 Wo.)        | 72     |

#### Singles
| Jahr | Titel                                         | Höchstplatzierung, Gesamtwochen, AuszeichnungChartplatzierungen (Jahr, Titel, , Platzierungen, Wochen, Auszeichnungen, Anmerkungen) | Höchstplatzierung, Gesamtwochen, AuszeichnungChartplatzierungen (Jahr, Titel, , Platzierungen, Wochen, Auszeichnungen, Anmerkungen) | Höchstplatzierung, Gesamtwochen, AuszeichnungChartplatzierungen (Jahr, Titel, , Platzierungen, Wochen, Auszeichnungen, Anmerkungen) | Höchstplatzierung, Gesamtwochen, AuszeichnungChartplatzierungen (Jahr, Titel, , Platzierungen, Wochen, Auszeichnungen, Anmerkungen) | Höchstplatzierung, Gesamtwochen, AuszeichnungChartplatzierungen (Jahr, Titel, , Platzierungen, Wochen, Auszeichnungen, Anmerkungen) | Anmerkungen                            |
| Jahr | Titel                                         | DE | AT | CH | UK | US | Anmerkungen                            |
| ---- | --------------------------------------------- | --- | --- | --- | --- | --- | -------------------------------------- |
| 1986 | What Have You Done for Me Lately              | DE8 (13 Wo.)DE | — | CH9 (11 Wo.)CH | UK3 Silber · (14 Wo.)UK | US4 Gold · (21 Wo.)US | Erstveröffentlichung: 13. Januar 1986  |
| 1986 | Nasty                                         | DE9 (12 Wo.)DE | AT21 (4 Wo.)AT | CH8 (8 Wo.)CH | UK19 (9 Wo.)UK | US3 Platin · (19 Wo.)US | Erstveröffentlichung: 15. April 1986   |
| 1986 | When I Think of You                           | DE36 (9 Wo.)DE | — | — | UK10 (11 Wo.)UK | US1 Platin · (19 Wo.)US | Erstveröffentlichung: 28. Juli 1986    |
| 1986 | Control                                       | — | — | — | UK42 (5 Wo.)UK | US5 Gold · (18 Wo.)US | Erstveröffentlichung: 21. Oktober 1986 |
| 1987 | Let’s Wait Awhile                             | DE34 (11 Wo.)DE | — | CH27 (4 Wo.)CH | UK3 Silber · (10 Wo.)UK | US2 (19 Wo.)US | Erstveröffentlichung: 6. Januar 1987   |
| 1987 | The Pleasure Principle                        | — | — | — | UK24 (5 Wo.)UK | US14 (18 Wo.)US | Erstveröffentlichung: 12. Mai 1987     |
| 1987 | Funny How Time Flies (When You’re Having Fun) | — | — | — | UK59 (3 Wo.)UK | — | Erstveröffentlichung: 2. November 1987 |

### Auszeichnungen für Musikverkäufe
Control verkaufte sich laut Quellen weltweit mehr als 14 Millionen Mal.
| Land/Region                  | Auszeichnungen für Musikverkäufe (Land/Region, Auszeichnung, Verkäufe) | Verkäufe  |
| ---------------------------- | ---------------------------------------------------------------------- | --------- |
| Australien (ARIA)            | Gold                                                                   | 35.000    |
| Kanada (MC)                  | Platin                                                                 | 100.000   |
| Neuseeland (RMNZ)            | Platin                                                                 | 20.000    |
| Niederlande (NVPI)           | Platin                                                                 | 100.000   |
| Vereinigte Staaten (RIAA)    | 5× Platin                                                              | 5.000.000 |
| Vereinigtes Königreich (BPI) | Platin                                                                 | 324.000   |
| Insgesamt                    | 1× Gold · 9× Platin ·                                                  | 5.574.000 |

Hauptartikel: Janet Jackson/Auszeichnungen für Musikverkäufe